# Battlestar Galactica (2003)
Nota: esta página é sobre a minissérie de 2003. Se procura outros significados da mesma expressão, consulte Battlestar Galactica.
Battlestar Galactica é uma refilmagem realizada em Vancouver, Colúmbia Britânica, Canadá, inspirada no texto de série televisiva Battlestar Galactica, de 1978.

## Planejamento
Esforços anteriores empreendidos por Tom DeSanto, Bryan Singer e o ator da série original Richard Hatch, que interpretara Apolo, no sentido de refazer ou continuar a história de Battlestar Galactica, com a mesma trama ou elenco de 1978, não foram adiante.
A nova versão iniciou-se com uma minissérie em dois capítulos, no total de cento e oitenta e dois minutos de duração, veiculados pelo canal Sci Fi Channel em dezembro de 2003. No Brasil, a série foi exibida pelo canal de televisão por assinatura TNT e, em Portugal, pela SIC.
O nome da série refere-se a uma antiga nave de batalha espacial com o nome Galactica (Battlestar Galactica em inglês), chefiada pelo Comandante William Adama (é interpretado pelo ator Edward James Olmos). Ela é uma espaçonave do planeta Caprica, uma das doze colônias de Kobol.
Ronald Dowl Moore, conhecido por dar tons sombrios a séries como Star Trek: Deep Space Nine, tornou-se o produtor executivo e roteirista da nova série Battlestar Galactica.
Várias mudanças com relação à série original foram realizadas. Por exemplo, enquanto na série original os cylons foram criados por alienígenas, na nova trama foram criados pelos humanos. Ronald D. Moore também admitiu influências dos ataques de 11 de setembro de 2001 na composição do enredo. No primeiro episódio, há um ataque suicida de uma espaçonave civil à Galactica, semelhante ao Vôo 93 da United Airlines.

## Enredo
A minissérie mostra o fim do armistício de quarenta anos após a guerra entre os humanos e os cylons, andróides ciclopes criados para serem escravizados pelos seres humanos, os quais se rebelaram e decidiram exterminar seus criadores.
Os cylons atacam de surpresa as doze colônias e alguns humanos que conseguem fugir se juntam à Battlestar Galactica, uma nave de combate que seria aposentada no mesmo dia do ataque. As setenta e cinco naves civis sobreviventes e a Galactica formam uma grande frota com pouco mais de quarenta mil pessoas. Elas agora estão em busca de um novo lar, que, de acordo com suas crenças, é chamado de Terra, um planeta que foi perdido na criação das colônias. Mas antes terão que sobreviver aos contínuos ataques dos cylons.

## Características
Esta versão de Galactica difere profundamente da outra. Ao passo que aquela era um conto de fadas, esta se mostra extremamente realista e preocupada com dramas humanos e problemas sociais, talvez influenciada pelo choque da civilização norte-americana com o atentado de 11 de setembro.
O novo seriado usa a fuga da raça humana como pano de fundo para mostrar que, mesmo em situações de extremo perigo e total falta de esperança, os humanos continuam lutando entre si tanto como contra os cylons. Ocorre toda sorte de situações conflituosas, desde greves trabalhistas até um comandante tramando a morte de outro.
É verdade que muitos podem argumentar que o homem é "assim mesmo" e nem situações extremas o forçam a mudar. Na realidade, a minissérie de 2003 já abre com o Comandante Adama perguntando se a Humanidade merece sobreviver. Ao que parece, essa pergunta permeia todo o seriado, a cada episódio se coloca uma hesitação entre o instinto de sobrevivência e os princípios éticos.
Quanto à mitologia, a misteriosa referência ao planeta Kobol, onde os humanos viviam em paz com os Deuses, e a busca pela lendária Terra lembram uma espécie de arquétipo, como se a verdadeira busca deles fosse por si mesmos, por uma religação com seu passado, com o espiritual, o semelhante e pela "terra prometida" que aparece em tantos mitos. Da mesma forma, o grande êxodo de Kobol pode ser interpretado mitologicamente como a perda do Paraíso, seguida do desejo de retorno   à bem-aventurança através da Terra.